# 若井万友美
若井 万友美（わかい まゆみ、7月生まれ）は、【キッズプランナー】と【NICO-支援児のひろば-】のトッププランナー。
お菓子のラムネが好きで、ステージでは子どもたちから「ラムネの国からやって来た『RAMU（らむ）』ちゃん」として親しまれている。公表では“ラムネの国”出身だが本当は“大阪”出身。

## 仕事
乳幼児教育教材の開発
0歳から９歳を対象にした“遊び”や、子どもと関わる大人向けの教材の開発、執筆など。
・ベビーマッサージを取り入れた遊びDVD「大好きBaby ふれあい遊び」
・音楽教材を得意とし、リリースCDは１００枚以上
・多数出版社の知育教材、日常生活教材、保育教材の企画提案
・企業CSRの子ども向け、ファミリー向けコンテンツのサポート
講習会の開催
簡単に始められる“子どもとのコミュニケーション方法”を伝える「遊び講習会」を全国で展開。対象はパパママ（親子）、保育者。
子どもと過ごす時間をより豊かにするためのコンテンツを提供している。
ファミリーイベントの企画
東西の事務所に所属するキッズプランナー（歌やダンスなどのパフォーマンスで子どもたちと遊ぶお姉さん）が繰り広げる、
- ふれあいを大切にした歌や手遊びやダンスなどで綴るコンサート
- 友情、エコロジー、食育、交通安全、人権などをテーマにしたミュージカル

をプロデュースする。